# Maman a un amant
Maman a un amant est un roman de Calixthe Beyala paru en 1993 aux éditions Albin Michel,. L'œuvre reçoit le Grand Prix littéraire d'Afrique noire en 1994.